# Forêts claires ripariennes d'Asie centrale
Localisation
Les forêts claires ripariennes d'Asie centrale forment une écorégion terrestre définie par le Fonds mondial pour la nature (WWF), qui appartient au biome des déserts et brousses xériques de l'écozone paléarctique. Ces forêts galeries, connues localement sous le nom de « tougaï (de) », bordent les grands fleuves d'Asie centrale : le Syr-Daria, l'Amou-Daria, le Murghab, le Tedjen, l'Ili, le Zeravchan, le Vakhch et le Naryn.

## Galerie

Paysages de la forêt claire riparienne d'Asie centrale
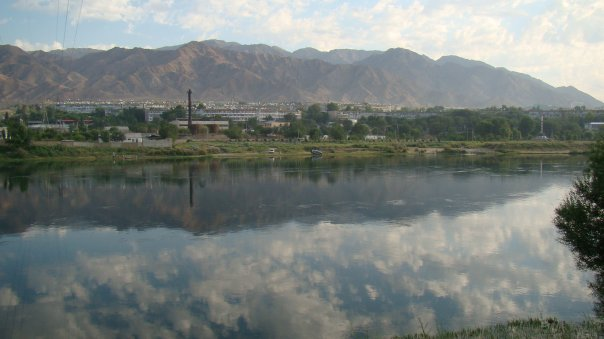
Le Syr-Daria près de Khodjent (Tadjikistan) en 2014
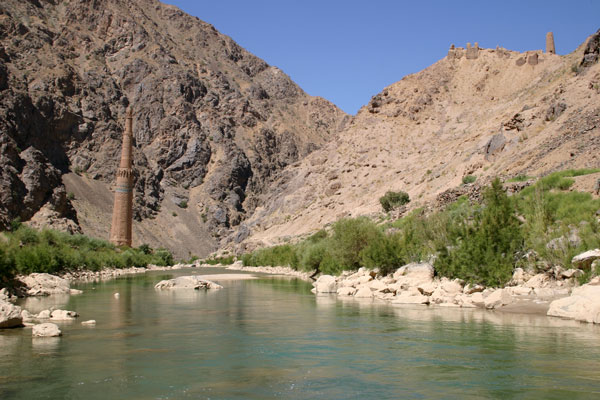
Le Hari Rûd ou Tedjen à Djâm (Afghanistan) en 2005
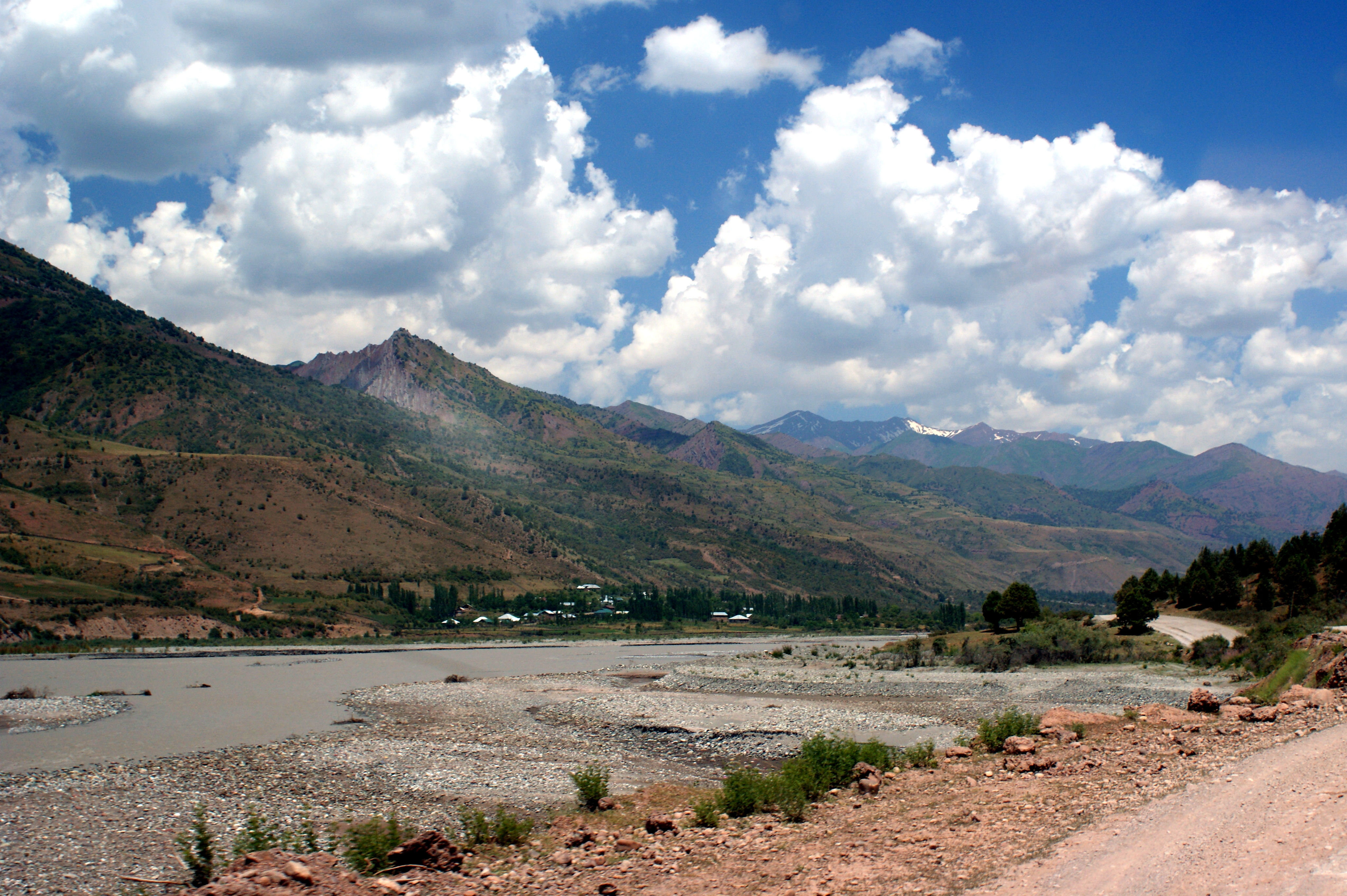
L'Obihingou (Tadjikistan) en 2017
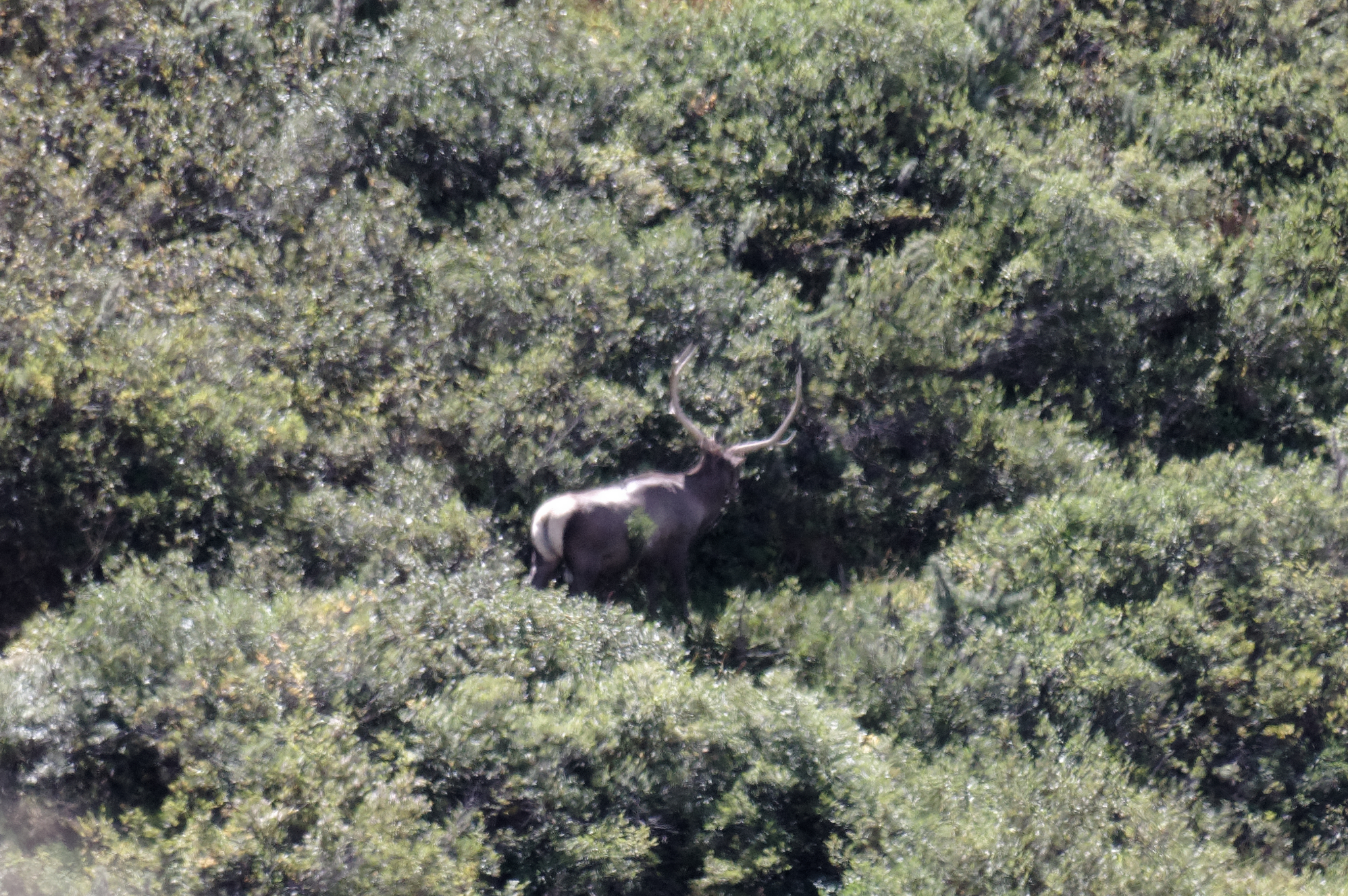
Wapiti du Tian Shan (Cervus canadensis songaricus) dans la réserve naturelle de Naryn (Kirghizstan) en 2018